# 宣威乌头
宣威乌头（学名：Aconitum nagarum var. lasiandrum）为毛茛科乌头属下的一个变种。

## 扩展阅读
- 維基物種上的相關：宣威乌头